# Andrew Bynum
Andrew Bynum (27 de Outubro de 1987 em Plainsboro, Nova Jérsei) é um jogador estadunidense profissional de basquetebol aposentado. Foi bicampeão da National Basketball Association  pelo Los Angeles Lakers Na sua temporada de estreia de 2005-06, ele era o jogador mais jovem da liga.

## NBA

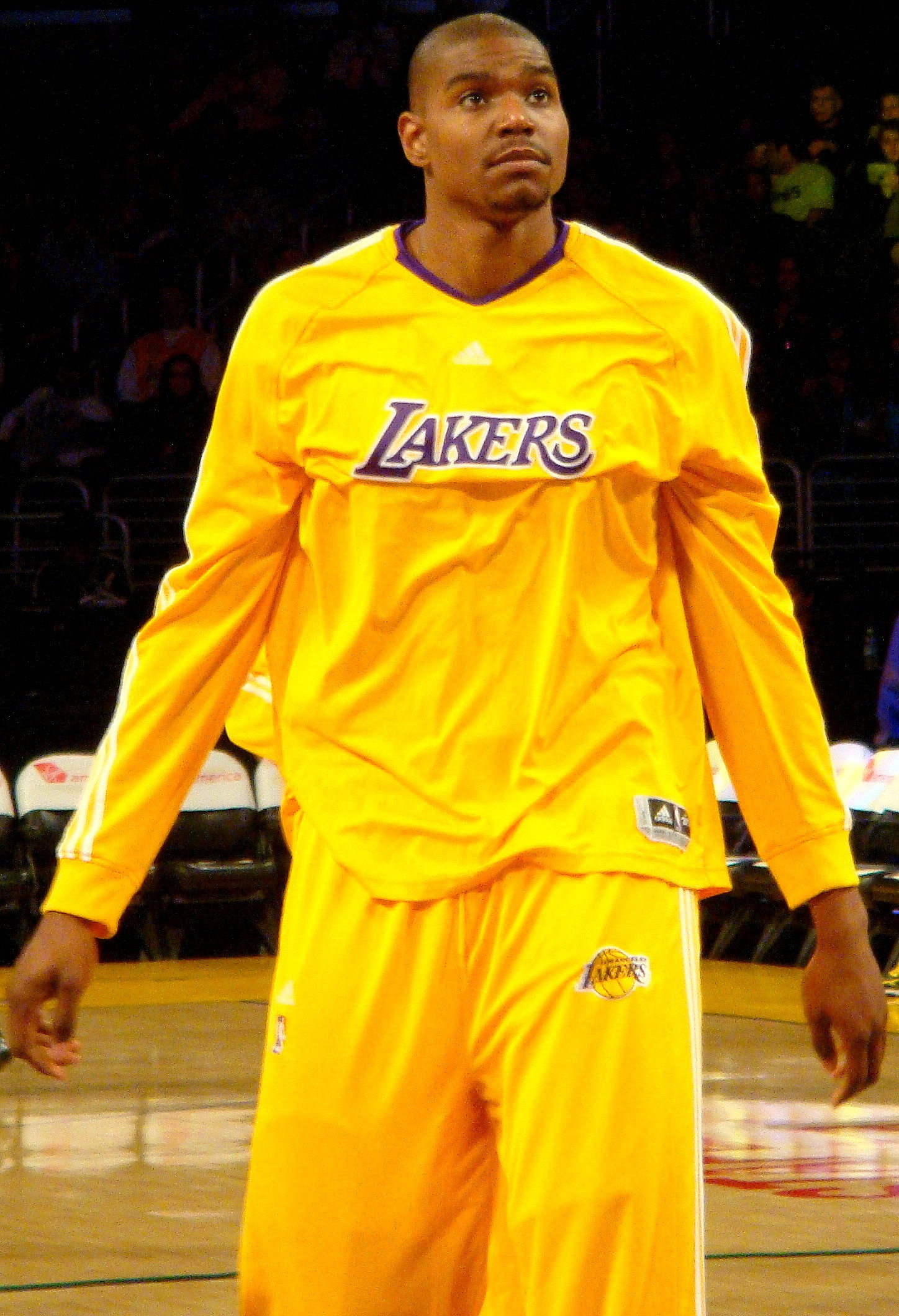
Andrew Bynum como jogador dos Los Angeles Lakers

Andrew Bynum foi a décima escolha do Draft de 2005 da  NBA, pelo Los Angeles Lakers. Após selecioná-lo, o Lakers contratou o pivô Kareem Abdul-Jabbar, que figura entre os notáveis no Hall da Fama do Basquete para ser um assistente especial para os pivôs da equipe, especialmente Bynum. No dia 2 de Novembro de 2005, na estréia do Lakers na temporada contra o Denver Nuggets, Bynum jogou seis minutos e se tornou o jogador mais jovem de todos os tempos a participar de uma partida da NBA, com 18 anos e 6 dias. Durante a partida ele errou dois arremessos de quadra, mas agarrou dois rebotes e contribuiu defensivamente com dois tocos. Este recorde provavelmente durará por muito tempo, pois as novas regras da NBA obrigam os jogadores a terem saido há pelo menos um ano do ensino médio para que possam se candidatar para o draft.
Uma memorável sequência de eventos ocorreu na partida contra o Miami Heat em 16 de Janeiro de 2006, e tiveram início quando Shaquille O'Neal deu uma enterrada sobre Bynum, levando o novato para o chão. Na jogada seguinte, Bynum recebeu a bola no "low post", fingiu driblar para a direita, girou para a esquerda ao redor de O'Neal e partiu para a enterrada. Ele, comemorando, correu para o outro lado da quadra e empurrou O'Neal, que reagiu atirando seu braço sobre o peito de Bynum. Ambos os jogadores receberam uma falta técnica no lance.
Com os pivôs do Lakers Chris Mihm e Kwame Brown machucados no início da temporada 2006-07, Bynum se tornou titular. Ele terminou a temporada com médias de 7.8 pontos e 5.9 rebotes, em apenas 21 minutos por jogo. Também conseguiu a expressiva média de 1.6 tocos. 

Bynum surpreendeu a muitos com a velocidade com que vem desenvolvendo suas habilidades, tanto ofensivamente quanto defensivamente. O famoso instrutor de basquete Pete Newell também está impressionado com a evolução de Bynum, e recentemente afirmou que o companheiro de Bynum no Lakers, Kobe Bryant, deveria se arrepender dos comentários negativos que fez contra Bynum. No Natal de 2007, em um jogo contra o Phoenix Suns, Bynum teve provavelmente o seu melhor dia como profissional. Ele anotou 28 pontos e liderou o Lakers para a vitória, em uma partida que serviu como uma demonstração que o Lakers está dando um grande passo na direção correta, após sentir diversas dificuladades nas três temporadas anteriores.
Quando o Lakers tentou mudar o seu elenco (especialmente após um pedido público de Kobe Bryant para ser negociado), muitas equipes fizeram ofertas por Bynum, incluindo o New Jersey Nets e o Indiana Pacers. Mas Mitch Kupchak, General Manager do Lakers, encerrou as especulações com o comentário: "Nós não iremos trocar Andrew."
Recentemente, o Lakers fez valer o seu direito de ter um quarto ano de contrato com Bynum.
No dia 13 de Janeiro de 2008, ele sofreu uma contusão em uma partida contra o Memphis Grizzlies. Bynum tentou pegar um rebote defensivo, mas caiu sobre o pé de seu companheiro de equipe Lamar Odom, o que o deixou fora de todo o restante da temporada 2007-2008, na qual o Los Angeles Lakers foi vice-campeão.
Bynum se transferiu para o Chicago Bulls em uma troca envolvendo Luol Deng na madrugada do dia 07 de janeiro de 2014, sendo dispensado logo na sequência.
Em 01 de fevereiro de 2014, Andrew Bynum assinou com o Indiana Pacers até o fim da temporada 2013/14. Após a temporada não jogou mais, embora em 2018 ainda tentasse voltar para a NBA.

## Melhores Momentos da Carreira
- Em sua primeira partida como titular, contra o Phoenix Suns no dia 31 de Outubro de 2006, Bynum jogou apenas 24 minutos, anotou 18 pontos e agarrou 9 rebotes. Ele converteu 7 arremessos em 11 tentativas, finalizando com um aproveitamento superior a 60%.
- Anotou a maior marca na carreira, 42 pontos, contra o Washington Wizards, em 21 de janeiro de 2009.
- Bloqueou 10 arremessos contra o Denver Nuggets na abertura dos playoffs de 2012.
- Agarrou 30 rebotes contra o San Antonio Spurs em 11 de Abril de 2012.
- Bicampeão da NBA em 2009, vencendo o Orlando Magic na final, e 2010, vencendo o Boston Celtics.

## Estatísticas na NBA
|          |             | Temporada Regular | Temporada Regular | Temporada Regular | Temporada Regular | Temporada Regular | Temporada Regular | Temporada Regular | Temporada Regular | Temporada Regular | Temporada Regular |      | Playoffs | Playoffs | Playoffs | Playoffs | Playoffs | Playoffs | Playoffs | Playoffs | Playoffs | Playoffs |      |     |
| Year     | Team        | GP                | GS                | MPG               | FG%               | FT%               | SPG               | BPG               | RPG               | APG               | FG%               | PPG  |          | GP       | GS       | MPG      | FG%      | FT%      | SPG      | BPG      | RPG      | APG      | FG%  | PPG |
| -------- | ----------- | ----------------- | ----------------- | ----------------- | ----------------- | ----------------- | ----------------- | ----------------- | ----------------- | ----------------- | ----------------- | ---- | -------- | -------- | -------- | -------- | -------- | -------- | -------- | -------- | -------- | -------- | ---- | --- |
| 2005-06  | L.A. Lakers | 46                | 0                 | 7.3               | 0.402             | 0.296             | 0.1               | 0.5               | 1.7               | 0.2               | .402              | 1.6  |          | 1        | 0        | 2.0      | 0.000    | 0.000    | 0.2      | 0.0      | 0.0      | 0.0      | .000 | 0.0 |
| 2006-07  | L.A. Lakers | 82                | 53                | 21.9              | 0.558             | 0.668             | 0.0               | 1.6               | 5.9               | 1.1               | .558              | 7.8  |          | 5        | 0        | 11.0     | 0.533    | 0.400    | 0.0      | 0.4      | 4.6      | 0.0      | .533 | 4.0 |
| 2007-08  | L.A. Lakers | 35                | 25                | 28.8              | .636              | .000              | .695              | 10.2              | 1.7               | .3                | 2.1               | 13.1 |          |          |          |          |          |          |          |          |          |          |      |     |
| 2008-09† | L.A. Lakers | 50                | 50                | 28.9              | .560              | .000              | .707              | 8.0               | 1.4               | .4                | 1.8               | 14.3 |          |          |          |          |          |          |          |          |          |          |      |     |
| 2009-10† | L.A. Lakers | 65                | 65                | 30.4              | .570              | .000              | .739              | 8.3               | 1.0               | .5                | 1.4               | 15.0 |          |          |          |          |          |          |          |          |          |          |      |     |
| 2010-11  | L.A. Lakers | 54                | 47                | 27.8              | .574              | .000              | .660              | 9.4               | 1.4               | .4                | 2.0               | 11.3 |          |          |          |          |          |          |          |          |          |          |      |     |
| 2011-12  | L.A. Lakers | 60                | 60                | 35.2              | .558              | .200              | .692              | 11.8              | 1.4               | .5                | 1.9               | 18.7 |          |          |          |          |          |          |          |          |          |          |      |     |
| 2013-14  | Cleveland   | 24                | 19                | 20.0              | .419              | .000              | .762              | 5.3               | 1.1               | .3                | 1.2               | 8.4  |          |          |          |          |          |          |          |          |          |          |      |     |
| 2013-14  | Indiana     | 2                 | 0                 | 18.0              | .409              | .000              | .714              | 9.5               | 1.0               | .0                | 2.0               | 11.5 |          |          |          |          |          |          |          |          |          |          |      |     |
| Carreira | Carreira    | 418               | 319               | 25.6              | .556              | .111              | .690              | 7.7               | 1.2               | .3                | 1.6               | 11.5 |          |          |          |          |          |          |          |          |          |          |      |     |